# Centro internazionale di studi Primo Levi
Il Centro internazionale di studi Primo Levi è stato istituito il 13 aprile 2008, precisamente dopo 21 anni dalla scomparsa dello scrittore e chimico Primo Levi, a Torino dove è nato e vissuto fino all’età di 68 anni.

## Attività
Il progetto del Centro è quello di promuovere la conoscenza di Primo Levi, nonché della sua testimonianza come sopravvissuto al campo di concentramento di Auschwitz nella Polonia della Germania nazista.
Tra le attività dell’associazione vi è quella di raccogliere tutte le edizioni dei suoi lavori, le molteplici traduzioni edite in tutto il mondo, la bibliografia critica e ogni tipologia di documento cartaceo o audiovisivo sulla figura e sulla ricezione dell'opera di Primo Levi, scrittore e intellettuale tra i più noti nell’Italia contemporanea.

## L'archivio
Il Centro detiene un patrimonio documentale di circa cinquemila titoli, custoditi e resi fruibili alla consultazione, nella biblioteca del Polo del '900 di Torino, sita nello stesso immobile del Centro, presso il Palazzo San Celso in via del Carmine 13. Oltre alle molteplici pubblicazioni italiane e straniere delle opere di Primo Levi, il patrimonio librario è composto anche da numerosi saggi, testi critici, monografie, relazioni di convegno, articoli su riviste, opuscoli e raccolte, per gran parte in italiano, inglese, tedesco, spagnolo e francese.

Una differente sezione del Centro, però più piccola, e sita presso la biblioteca a scaffale aperto del Polo del '900 di Palazzo San Daniele, sempre in Via del Carmine ma al numero civico 14.

Tutta la catalogazione del fondo del Centro internazionale di studi Primo Levi, è a cura dall’Istituto piemontese per la storia della Resistenza e della società contemporanea "Giorgio Agosti".

## Organi statutari e direzione

### Assemblea dei Soci
- Città di Torino
- Città Metropolitana di Torino
- Regione Piemonte
- Comunità Ebraica di Torino
- Università degli Studi di Torino
- Associazione Amici del Centro Internazionale di Studi Primo Levi
- Renzo e Lisa Levi

### Consiglio Direttivo
- Fabio Levi - presidente
- Dario Disegni - vice Presidente
- Aldo Corgiat
- Lorenzo Papa
- Alida Vitale

### Presidente
- Fabio Levi

### Collegio dei revisori dei conti
- Mario Montalcini - presidente
- Roberto Coda
- Nicola Treves

### Presidente Onorario
- Ernesto Ferrero[6]

### Direttrice
- Daniela Muraca